# Pierre Mumbere Mujomba
Pierre Mumbere Mujomba est un professeur, dramaturge et romancier congolais né en 1956 au Nord-Kivu. Ses pièces de théâtre mises en scène dans plusieurs pays ont été à maintes fois récompensées.

## Biographie
Fils d’un agriculteur, Pierre Mumbere Mujomba est né en 1956 à Kilonge, au Nord-Kivu. Après des études secondaires littéraires au Collège Kambali à Butembo, il entre à l’institut supérieur  pédagogique de Kisangani où il obtient un graduat. Mais c’est à Kinshasa, à L’institut Pédagogique national qu’il décroche une licence en français et linguistique africaine. Il a été professeur de français à l’Alliance française de Kinshasa et coordinateur du centre de coopération Congo-Canada. Pierre Mumbere Mujomba dirige aujourd’hui le Musée littéraire à la bibliothèque nationale du Congo, enseigne également le français à l’institut supérieur des arts et métiers de Kinshasa et dirige la compagnie de théâtre Graben qu’il a créée en 1998.

## Récompenses
- Finaliste du concours RFI 1981 pour la pièce radiophonique La philosophe.
- Prix Nemis du Chili 1989 pour sa pièce Année blanche pour Kalemba.
- prix Afrique Éditions 1990 pour la pièce Femme-Tempête.
- Grand Prix du Concours RFI Théâtre Sud 1999 pour la pièce La Dernière enveloppe.

## Œuvres

### Romans et récits
- La dernière tentative, Kinshasa, 2000.
- Ecce ego, Paris, Hatier International, 2002 (coll. « Monde Noir »).
- Silence de mort, in La Tourmente, Éditions Calmec, Kinshasa, 2005.

### Pièces de théâtre
- La dernière enveloppe : pièce en trois actes, Bruxelles – Kinshasa, Archives et Musée de la Littérature – Centre Wallonie-Bruxelles de Kinshasa, 1998 (Carnières – Morlanwelz, Lansman, 2002, coll. « Nocturnes Théâtre », 120)[3].
- Les zérocrates, Centre Wallonie-Bruxelles de Kinshasa, avec la Compagnie Marabout Théâtre, avril 2005.
- Année blanche pour Kalemba : pièce en 5 actes, Préfaces de Marc Quaghebeur et T. Lukasa Menda, L’Harmattan,  mars 2010, 124 p[4].